# Bomba di profondità

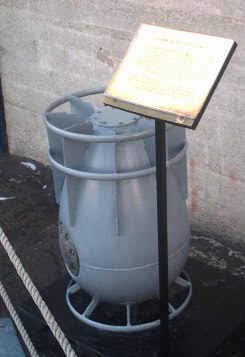
Bomba di profondità della Marina degli Stati Uniti d'America

La bomba di profondità nota anche come bomba torpedine a getto (BTG) è un'arma di attacco ai sommergibili da parte delle navi di superficie.
Nella Seconda guerra mondiale le BTG erano in effetti l'unica arma disponibile alle navi per attaccare i sommergibili nemici, anche se spesso erano utilizzate solo a scopo intimidatorio. 
Le BTG erano dei cilindri metallici pieni di esplosivo (tritolo o fulmicotone), di massa variabile tra i 50 e i 125 kg, muniti di spolette d'innesco regolabili a tempo o a pressione idrostatica. Anche la spinta idrostatica negativa (cioè la velocità di affondamento) poteva essere regolata in modo da aumentare la probabilità di colpire. 
Le BTG venivano lasciate cadere da apposite tramogge situate a poppa della nave (solitamente un cacciatorpediniere o una torpediniera) o lanciate da appositi congegni lancia bombe ad aria compressa o pirotecnici. Le BTG affondavano rapidamente grazie alla loro elevata densità ed esplodevano alla profondità prefissata o dopo il tempo stabilito sulla spoletta. 
Nella Regia Marina i modelli più utilizzati furono le Moncenisio 100/1927 da 100 kg e le Moncenisio 50/1917 e 50/1930 da 50 kg entrambe scaricabili da tramogge, ma furono usate anche BTG di fabbricazione tedesca da 125 kg (tipo W.B.D.) e da 60 kg (tipo W.B.F.) che però necessitavano di un apposito lanciabombe pirotecnico fabbricato dalla Krupp. 
Pur essendo ordigni micidiali per i sommergibili (essendo infatti l'acqua incomprimibile le esplosioni subacquee si ripercuotevano sugli oggetti immersi anche a notevole distanza dall'esplosione), la reale efficacia delle BTG era molto limitata dal fatto che il lancio avveniva prevalentemente alla cieca o solo parzialmente guidato dagli ecogoniometri di quelle poche unità della Regia Marina che ne erano fornite. Quindi il successo o l'insuccesso dell'attacco era più che altro legato alla fortuna e all'abilità dei due comandanti impegnati nello scontro, ma spesso il lancio aveva anche lo scopo di impedire al sommergibile di iniziare o continuare il proprio attacco e costringerlo invece alla difesa e alla fuga.